# Mạch Ngọc Hà
Mạch Ngọc Hà (sinh ngày 10 tháng 9 năm 2000) là một cầu thủ bóng đá Việt Nam thi đấu ở vị trí tiền vệ cho câu lạc bộ  Phù Đổng Ninh Bình

## Sự nghiệp bóng đá
Sau khi thi đấu thành công trong màu áo các đội trẻ của Hà Nội, Mạch Ngọc Hà được đôn lên đội một ở mùa giải 2019. Tuy nhiên, anh không có nhiều cơ hội ra sân cho đội một và được đem cho Phù Đổng và Quảng Nam mượn để tích lũy thêm kinh nghiệm.
Ngày 5 tháng 2 năm 2023, Ngọc Hà có trận đấu đầu tiên tại V.League 1 khi vào sân thay người trong trận gặp Viettel.

## Thống kê sự nghiệp
Tính đến ngày 31 tháng 5 năm 2023
| Câu lạc bộ       | Mùa giải       | Giải đấu       | Giải đấu | Giải đấu | Cúp quốc gia | Cúp quốc gia | Cúp châu lục | Cúp châu lục | Khác | Khác | Tổng cộng | Tổng cộng |
| Câu lạc bộ       | Mùa giải       | Hạng           | Trận     | Bàn      | Trận         | Bàn          | Trận         | Bàn          | Trận | Bàn  | Trận      | Bàn       |
| ---------------- | -------------- | -------------- | -------- | -------- | ------------ | ------------ | ------------ | ------------ | ---- | ---- | --------- | --------- |
| Hà Nội B         | 2018           | V.League 2     | 0        | 0        | —            | —            | —            | —            | 0    | 0    | 0         | 0         |
| Hà Nội           | 2019           | V.League 1     | 0        | 0        | 1            | 0            | 0            | 0            | 0    | 0    | 1         | 0         |
| Hà Nội           | 2020           | V.League 1     | 0        | 0        | 1            | 0            | 0            | 0            | 0    | 0    | 1         | 0         |
| Hà Nội           | 2023           | V.League 1     | 3        | 0        | 0            | 0            | —            | —            | 1    | 0    | 4         | 0         |
| Hà Nội           | Tổng cộng      | Tổng cộng      | 3        | 0        | 2            | 0            | 0            | 0            | 1    | 0    | 6         | 0         |
| Phù Đổng (mượn)  | 2021           | V.League 2     | 6        | 1        | 1            | 1            | —            | —            | —    | —    | 7         | 2         |
| Quảng Nam (mượn) | 2022           | V.League 2     | 21       | 5        | 2            | 0            | —            | —            | —    | —    | 23        | 5         |
| Tổng sự nghiệp   | Tổng sự nghiệp | Tổng sự nghiệp | 30       | 6        | 5            | 1            | 0            | 0            | 1    | 0    | 36        | 7         |

1. ↑  Ra sân tại Siêu Cúp Quốc gia

## Danh hiệu
Hà Nội
- Cúp Quốc gia: 2019,  2020
- Siêu Cúp Quốc gia: 2022